# Nuno-Mogue-Lau (Ort)
Nuno-Mogue-Lau (Nunu-Mogue Lau, Nonomoguelao) ist eine osttimoresische Siedlung im Suco Nuno-Mogue (Verwaltungsamt Hato-Udo, Gemeinde Ainaro).
Das Dorf liegt im Aldeia Nuno-Mogue-Lau, auf einer Meereshöhe von 932 m. Die Siedlung gruppiert sich entlang des südlichen Teils der Überlandstraße von Ainaro nach Dili, die den Süden der Aldeia durchquert. Nordöstlich von Nuno-Mogue-Lau befindet sich das Dorf Leobutu, südwestlich das Dorf Nuno-Mogue.